# Taiwanomyzus montanus
Taiwanomyzus montanus är en insektsart som först beskrevs av Takahashi, R. 1925.  Taiwanomyzus montanus ingår i släktet Taiwanomyzus och familjen långrörsbladlöss. Inga underarter finns listade i Catalogue of Life.